# Ettore Perani
Ettore Perani (Ponte Nossa, 17 luglio 1921 – Bergamo, 21 maggio 1971) è stato un calciatore italiano.

## Carriera
Attaccante dotato di grinta ed abnegazione, gioca nell'Atalanta per diverse stagioni collezionando 2 presenze ed una rete in Serie A nella stagione 1937-1938. Nonostante le poche apparizioni viene considerato una bandiera della società neroazzurra, con cui instaura un forte legame.
Dopo la seconda guerra mondiale disputa due campionati di Serie B con il Mantova, per concludere poi la carriera tra Ponte San Pietro e Crema, in Serie C.